# 張歩
張 歩（ちょう ほ、? - 32年）は、中国の新代から後漢時代初期にかけての武将。字は文公。徐州琅邪郡不其県の人。弟は張弘・張藍・張寿。新末後漢初に中国東部に割拠した群雄の一人である。

## 事跡
| 姓名           | 張歩                                        |
| 時代           | 新代 - 後漢時代                             |
| 生没年         | 生年不詳 - 32年（建武8年）                  |
| 字・別号       | 文公（字）                                  |
| 本貫・出身地等 | 徐州琅邪郡不其県                            |
| 職官           | 五威将軍〔自称〕 →輔漢大将軍〔劉永〕        |
| 爵位・号等     | 忠節侯〔劉永〕→斉王〔劉永〕 →安丘侯〔後漢〕 |
| 陣営・所属等   | 〔独立勢力〕→劉永→劉紆→光武帝               |
| 家族・一族     | 弟：張弘、張藍、張寿                        |

### 斉に割拠
劉秀らが挙兵した地皇3年（22年）頃、張歩も数千の兵を率いて挙兵し、五威将軍を自称して琅邪郡に割拠した。更始元年（23年）頃に、更始帝（劉玄）は、部将の王閎を琅邪太守に任命して派遣したが、張歩はその赴任を拒否し、激しく争うようになる。
間もなく、梁の劉永が更始帝から自立するようになると、劉永は張歩を輔漢大将軍に任命し、忠節侯に封じて、さらに青州・徐州の2州の監督権まで認め、これを味方に取り込もうとした。張歩は喜んでこれを受諾し、劇の地に駐屯して、弟の張弘を衛将軍、次の弟の張藍を玄武大将軍、さらに次の弟の張寿を高密太守に任命する。そして張歩は、泰山・東萊・城陽・膠東・北海・済南・斉の諸郡を攻略して、支配下に収めた。
また、敵対していた王閎も、ここで張歩と和解した。張歩は王閎に琅邪郡の事務を委ね、実質幕僚として遇している。

### 敗戦と投降
建武2年（26年）、光武帝（劉秀）は太中大夫伏隆を青州・徐州に遣わして張歩を帰属させる。
建武3年（27年）、光武帝は既に帰属している張歩に対して、その功によって光禄大夫に昇進させた伏隆を再び派遣し、張歩を東萊太守に任命した。一方劉永は、張歩を斉王に封じようとし、張歩は漢側にも譲歩させて王爵を得ようとした。伏隆は高祖劉邦の約を盾にこれを拒み、なおも自陣営に引き込もうとする張歩を、また拒み、張歩は伏隆を殺害している。結局、張歩は斉王に封じられることで劉永に帰属した。
同年、劉永が戦死すると、張歩は劉永の子の劉紆を天子として擁立し、自身は定漢公と号して、百官を置く計画を立てた。しかし王閎は、劉永が更始帝を奉じたために山東が帰順したが、その子を尊んで天子とすれば衆民は疑念を持つかも知れず、また斉の民は謀り多い（故にますます疑うでしょう）、と諌めたため、張歩はこれを取りやめている。
建武5年（29年）10月、後漢の建威大将軍耿弇が張歩の討伐に向かい、歴城で張歩の部将の費邑を斬り、臨菑へ進軍してくる。この時張歩は、盟友の蘇茂の援軍を仰いでいたが、耿弇軍は寡兵にして遠来のため疲労していると侮り、単独で先制攻撃を仕掛けた。結果は、惨敗に終わり、張歩は本拠地の劇へ敗走したが、光武帝自ら率いる軍が進撃してきたため、さらに劇も放棄し、平寿へ逃げ込む。張歩の余りの不様な敗戦に、蘇茂は、何で私の軍が到着するのを待てなかったのか、と責め、張歩も恥じ入ってしまった。
平寿に立て籠もった張歩と蘇茂に対し、光武帝は使者を派遣して、相方を斬って降れば列侯に封じると告げた。すると、張歩は蘇茂を殺害し、その首級を差し出して降伏する。光武帝は約束どおり張歩を安丘侯に封じ、その一族と共に洛陽へ移住させた。
しかし、建武8年（32年）、張歩は妻子を連れて臨淮に逃れ、弟の張弘・張藍と共に海上へ出て、かつての部下を集めようとし、結局琅邪太守陳俊の追撃を受け、一族郎党尽く誅殺された。

## 関連記事
- 新末後漢初